# Труймясто

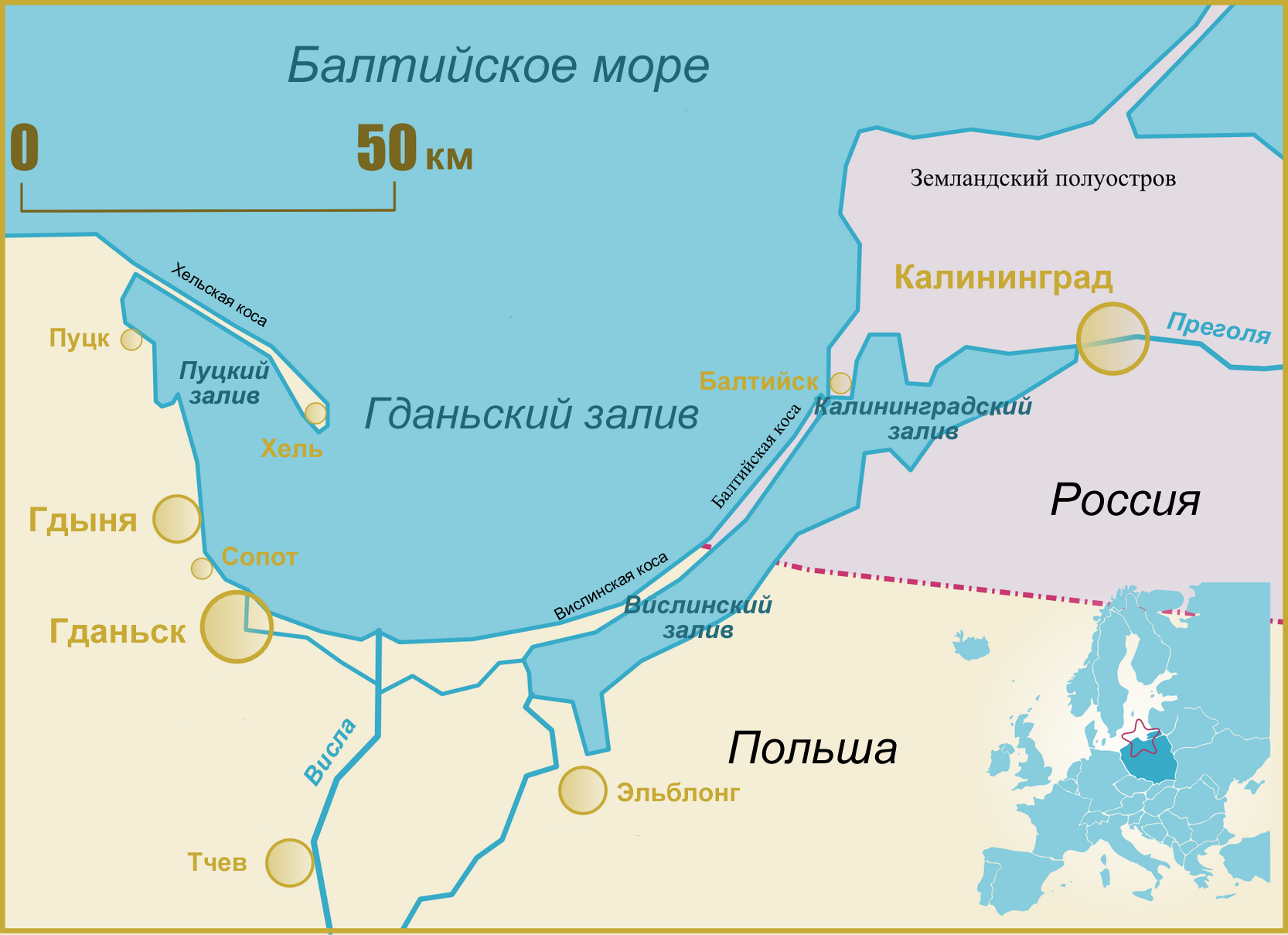
Карта Гданьского залива, на юго-западном берегу которого расположено Труймясто

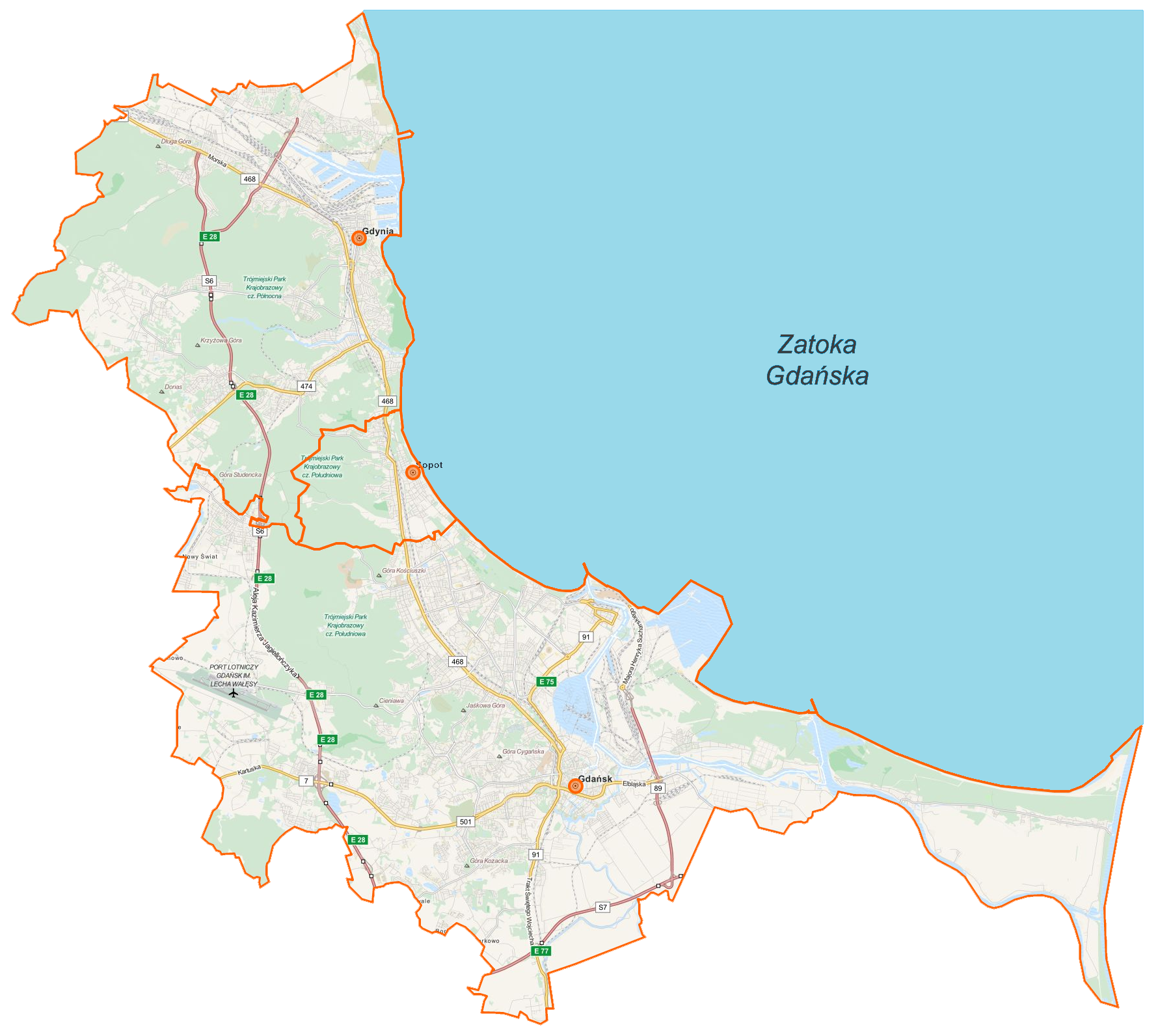
Карта агломерации. С севера на юг — Гдыня, Сопот, Гданьск

Труймя́сто (Trójmiasto с пол. — «тройной город, Трёхградье») — городская агломерация на севере Польши. Состоит прежде всего из Гданьска, Сопота и Гдыни, а также нескольких меньших городов и предместий. Фактически Труймясто является единым городом площадью 414,38 км² (2013) и с населением 746 963 жителей (2014).
28 марта 2007 года агломерация была зарегистрирована документально декларацией «Хартия Труймяста».

## Транспорт
Основной вид общественного транспорта, связывающий три города Труймяста, — городская электричка Скоростная городская железная дорога в Труймясте (SKM). Скоростные поезда двигаются по линии Гданьск-Вжещ — Гданьск-Осова. Роль местного транспорта (для перемещения в пределах отдельных городов) выполняют автобусы, трамваи (в Гданьске) и троллейбусы (в Гдыне, два маршрута также заходят в Сопот).
Через три города проходит шоссе шириной 2—4 полосы. Вокруг всей агломерации также проходит обводная трасса.
В агломерации находится крупный аэропорт — Гданьский, имени Леха Валенсы. В 2014 году его услугами воспользовались более 3 миллионов пассажиров.

## Образование
Самый крупный вуз Труймяста — Гданьский университет. По данным на 2006 год, в нём обучалось около 84 500 студентов.